# Fünfkampf-Weltmeisterschaft 1965

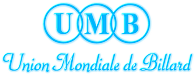
Logo UMB (ausrichtender Verband)

Veranstaltungsort: Antwerpen

Die Fünfkampf-Weltmeisterschaft 1965, auch Pentathlon-Weltmeisterschaft genannt, war das achte Turnier in dieser Disziplin des Karambolagebillards und fand vom 1. bis zum 10. Oktober 1965 in Antwerpen statt. Es war die zweite Fünfkampf-Weltmeisterschaft in Belgien.

## Geschichte
Alle Leistungen der letzten Fünfkampf-Weltmeisterschaften wurden in diesem Turnier pulverisiert. Raymond Ceulemans spielte in einer eigenen Liga. Durch das neue Berechnungssystem sind die Leistungen aber nicht annähernd zu vergleichen. Wie schon bei der letzten Meisterschaft in Argentinien gab es wieder einen Doppelsieg. Diesmal für Belgien. Antoine Schrauwen holte die Silbermedaille. Tolle Leistungen zeigte auch der Niederländer Henk Scholte. Sein GD in der Freien Partie mit 375,00 ist sehr schwer zu toppen. Wie schon in Buenos Aires belegte Siegfried Spielmann Platz vier.

## Modus
Gespielt wurde das ganze Turnier im Round Robin Modus.
1. PP = Partiepunkte
2. MP = Matchpunkte
3. VGD = Verhältnismäßiger Generaldurchschnitt
4. BVED = Bester Einzel Verhältnismäßiger Durchschnitt

Ab dieser Weltmeisterschaft wird zur Berechnung des VGD die 'Portugiesische Tabelle' angewendet. Hierbei werden die verschiedenen Disziplinen nach einer Formel berechnet. Es wurde die portugiesische Tabelle von 1965 angewendet. Die Welt-Meisterschaften im Fünfkampf ab 1965 waren auch unter dem Namen 'Neo Pentathlon' bekannt.
Freie Partie: Distanz 500 Punkte
Cadre 47/2: Distanz 400 Punkte
Einband: Distanz 200 Punkte
Cadre 71/2: Distanz 300 Punkte
Dreiband: Distanz 60 Punkte
Der Fünfkampf wurde auch in dieser Spielfolge gespielt.
In der Endtabelle wurden die erzielten Partiepunkte vor den Matchpunkten und dem VGD gewertet.

## Abschlusstabelle
| Legende | Legende                                       |
| --- | --------------------------------------------- |
| Abk. | Bedeutung                                     |
| Pkt. | erzielte Punkte                               |
| Aufn. | benötigte Aufnahmen                           |
| ED | Einzeldurchschnitt                            |
| GD | Generaldurchschnitt                           |
| VGD | Verhältnismässiger Generaldurchschnitt        |
| BMD | Bester Mannschaftsdurchschnitt                |
| BED | Bester Einzeldurchschnitt                     |
| BSD | Bester Satzdurchschnitt                       |
| BEVD | Bester Einzel Verhältnismässiger Durchschnitt |
| HS | Höchstserie                                   |
| MP | Match Points                                  |
| PP | Partie Punkte                                 |
| G-U-V | Gewonnen-Unentschieden-Verloren               |
| SV | Satzverhältnis                                |
| WRP | Weltranglistenpunkte                          |
| | 1. Platz (Gold)                               |
| | 2. Platz (Silber)                             |
| | 3. Platz (Bronze)                             |
| | Bester GD des Turniers/Runde                  |
| | Bester VGD des Turniers/Runde                 |
| | Bester ED des Turniers/Runde                  |
| | Bester BVGD des Turniers/Runde                |
| | Beste HS des Turniers/Runde                   |
| (Evtl. finden nicht alle Begriffe Anwendung oder einige sind nicht aufgeführt. Diese können in der Liste der Karambolage-Begriffe nachgesehen werden.) |                                               |

| Endklassement               | Endklassement       | Endklassement | Endklassement | Endklassement | Endklassement | Endklassement | Endklassement | Endklassement | Endklassement |
| Platz                       | Name                | PP            | MP            | VGD           | BVED          |               |               |               |               |
| --------------------------- | ------------------- | ------------- | ------------- | ------------- | ------------- | ------------- | ------------- | ------------- | ------------- |
| 1                           | Raymond Ceulemans   | 46:14         | 11:1          | 378,77        | 581,40        |               |               |               |               |
| 2                           | Antoine Schrauwen   | 37:23         | 10:2          | 189,34        | 262,02        |               |               |               |               |
| 3                           | Henk Scholte        | 34:26         | 7:5           | 208,28        | 345,21        |               |               |               |               |
| 4                           | Siegfried Spielmann | 30:30         | 7:5           | 89,79         | 175,13        |               |               |               |               |
| 5                           | Johann Scherz       | 27:33         | 5:7           | 134,89        | 337,89        |               |               |               |               |
| 6                           | Kōya Ogata          | 22:38         | 2:10          | 82,26         | 63,26         |               |               |               |               |
| 7                           | Manuel Girves       | 14:46         | 0:12          | 65,10         | –             |               |               |               |               |
| Turnierdurchschnitt: 114,78 |                     |               |               |               |               |               |               |               |               |

## Disziplintabellen
| Platz                       | Name                | MP   | Pkte. | Aufn. | GD     | BED    | HS  |
| --------------------------- | ------------------- | ---- | ----- | ----- | ------ | ------ | --- |
| 1                           | Henk Scholte        | 11:1 | 3000  | 8     | 375,00 | 500,00 | 500 |
| 2                           | Antoine Schrauwen   | 9:3  | 2964  | 8     | 370,50 | 500,00 | 500 |
| 3                           | Manuel Girves       | 7:5  | 2040  | 14    | 145,71 | 500,00 | 500 |
| 4                           | Siegfried Spielmann | 7:5  | 2002  | 17    | 117,76 | 500,00 | 500 |
| 5                           | Raymond Ceulemans   | 5:7  | 2056  | 9     | 228,44 | 500,00 | 500 |
| 6                           | Johann Scherz       | 2:10 | 1134  | 25    | 45,36  | 71,42  | 210 |
| 7                           | Kōya Ogata          | 1:11 | 1380  | 17    | 81,17  | 250,00 | 334 |
| Turnierdurchschnitt: 148,73 |                     |      |       |       |        |        |     |

| Platz                      | Name                | MP   | Pkte. | Aufn. | GD    | BED    | HS  |
| -------------------------- | ------------------- | ---- | ----- | ----- | ----- | ------ | --- |
| 1                          | Antoine Schrauwen   | 10:2 | 2170  | 31    | 70,00 | 200,00 | 350 |
| 2                          | Raymond Ceulemans   | 10:2 | 2159  | 32    | 67,46 | 133,33 | 264 |
| 3                          | Henk Scholte        | 8:4  | 2298  | 31    | 74,12 | 133,33 | 317 |
| 4                          | Siegfried Spielmann | 5:7  | 1744  | 54    | 32,29 | 40,00  | 234 |
| 5                          | Manuel Girves       | 4:8  | 1543  | 52    | 29,67 | 36,36  | 163 |
| 6                          | Johann Scherz       | 3:9  | 1794  | 49    | 36,61 | 50,00  | 167 |
| 7                          | Kōya Ogata          | 2:10 | 1138  | 57    | 19,96 | 26,66  | 113 |
| Turnierdurchschnitt: 41,98 |                     |      |       |       |       |        |     |

| Platz                     | Name                | MP   | Pkte. | Aufn. | GD    | BED   | HS |
| ------------------------- | ------------------- | ---- | ----- | ----- | ----- | ----- | -- |
| 1                         | Raymond Ceulemans   | 12:0 | 1200  | 99    | 12,12 | 20,00 | 66 |
| 2                         | Johann Scherz       | 8:4  | 1029  | 126   | 8,16  | 12,50 | 65 |
| 3                         | Henk Scholte        | 6:8  | 983   | 163   | 6,03  | 7,14  | 46 |
| 4                         | Siegfried Spielmann | 6:8  | 969   | 169   | 5,73  | 9,09  | 63 |
| 5                         | Kōya Ogata          | 5:7  | 922   | 187   | 4,93  | 6,45  | 26 |
| 6                         | Antoine Schrauwen   | 4:8  | 957   | 190   | 5,03  | 5,55  | 52 |
| 7                         | Manuel Girves       | 1:11 | 776   | 200   | 3,88  | 3,84  | 36 |
| Turnierdurchschnitt: 6,02 |                     |      |       |       |       |       |    |

| Platz                      | Name                | MP   | Pkte. | Aufn. | GD    | BED    | HS  |
| -------------------------- | ------------------- | ---- | ----- | ----- | ----- | ------ | --- |
| 1                          | Raymond Ceulemans   | 9:3  | 1788  | 35    | 51,08 | 100,00 | 256 |
| 2                          | Johann Scherz       | 8:4  | 1502  | 49    | 30,65 | 42,85  | 153 |
| 3                          | Siegfried Spielmann | 8:4  | 1500  | 58    | 25,86 | 37,50  | 195 |
| 4                          | Henk Scholte        | 7:5  | 1595  | 41    | 38,90 | 75,00  | 276 |
| 5                          | Antoine Schrauwen   | 6:6  | 1471  | 41    | 35,87 | 75,00  | 169 |
| 6                          | Kōya Ogata          | 2:10 | 1228  | 62    | 19,80 | 20,00  | 151 |
| 7                          | Manuel Girves       | 2:10 | 955   | 62    | 15,40 | 33,33  | 182 |
| Turnierdurchschnitt: 28,84 |                     |      |       |       |       |        |     |

| Platz                      | Name                | MP   | Pkte. | Aufn. | GD    | BED   | HS |
| -------------------------- | ------------------- | ---- | ----- | ----- | ----- | ----- | -- |
| 1                          | Kōya Ogata          | 12:0 | 360   | 317   | 1,135 | 1,714 | 9  |
| 2                          | Raymond Ceulemans   | 10:2 | 336   | 244   | 1,377 | 1,764 | 11 |
| 3                          | Antoine Schrauwen   | 8:4  | 314   | 408   | 0,769 | 0,857 | 6  |
| 4                          | Johann Scherz       | 6:6  | 336   | 331   | 1,015 | 1,538 | 8  |
| 5                          | Siegfried Spielmann | 4:8  | 277   | 442   | 0,626 | 0,833 | 8  |
| 6                          | Henk Scholte        | 2:10 | 264   | 356   | 0,741 | 0,750 | 6  |
| 7                          | Manuel Girves       | 0:12 | 205   | 392   | 0,522 | –     | 5  |
| Turnierdurchschnitt: 0,840 |                     |      |       |       |       |       |    |